# یوهانا تالیهارم
یوهانا تالیهارم (استونیایی: Johanna Talihärm؛ زادهٔ ۲۷ ژوئن ۱۹۹۳) ورزشکار دوگانه زن اهل استونی است.